# Me enamoré
Me enamoré è un singolo della cantante colombiana Shakira, pubblicato il 7 aprile 2017 come secondo estratto dall'undicesimo album in studio El Dorado.

## Video musicale
Il video musicale diretto da Jaume de Laiguana mostra Shakira mentre sistema una casa molto disordinata, inframmezzato da alcuni spezzoni in cui la si vede cantare dietro una recinzione.
Il videoclip ufficiale è stato pubblicato il 12 maggio 2017, ma il brano venne anteriormente proposto con il lyric video, pubblicato su YouTube il 7 aprile 2017.

## Tracce
1. Me enamoré – 3:46

## Classifiche

### Classifiche di fine anno
| Classifica (2017) | Posizione |
| ----------------- | --------- |
| Perù              | 46        |